# Reiden
Reiden é uma comuna da Suíça, no Cantão Lucerna, com cerca de 3.980 habitantes. Estende-se por uma área de 11,28 km², de densidade populacional de 353 hab/km². Confina com as seguintes comunas: Dagmersellen, Langnau bei Reiden, Reitnau (AG), Wikon, Wiliberg (AG), Winikon.
A língua oficial nesta comuna é o Alemão.